# 阿耳忒弥斯协定
阿耳忒弥斯协定是一份由美国国家航空航天局與世界其他国家的航天机构所达成的一项不具约束力的多边协议，最初於2020年10月13日，由澳大利亞、加拿大、義大利、日本、盧森堡、阿聯、英國和美國共8個國家航天机构的代表簽署，目前已擴展至56個締約國（截至2025年7月）。該協議與由美國主導重返月球的阿耳忒弥斯计划有關，最終目標是將太空探索擴展到火星及更遠的地方。

## 沿革
2020年5月5日，据路透社报道，美国政府正在起草一份关于采集月球矿物资源的国际条约。美国国家航空航天局局长吉姆·布里登斯廷于5月15日正式宣布阿耳忒弥斯协定以及一系列阿耳忒弥斯计划参与方的双边协议内容。该协定由美国国家航空航天局和美国国务院起草，规定了缔约国在月球，火星，彗星以及其他天体等受到1967年外层空间条约所保护外层空间的民用探索及合作原则，签署国有义务维护该协定，并引用了大多数由联合国促成的构成空间法的主要公约。

## 协定内容
《阿耳忒弥斯协定》之目的 “为切实履行《外层空间条约》和其他条约所规定之重要义务。” 以通过签署方之间的一系列双边协定的方式使之生效。
以下为协定内容：
- 承认任何在本协定（即阿耳忒弥斯协定）下所规定之合作活动须仅为和平之目的并符合相关国际法。
- 确认承诺按照《外层空间条约》第十一条保持合作之透明度并分享科学信息。
- 呼吁承诺，以合理之努力，利用基于目前太空基础设施的互操作性标准，并在没有标准或标准不充分的情况下制定标准。
- 呼吁承诺，以一切合理之努力，根据《营救宇航员、送回宇航员和归还发射到外层空间的物体的协定》规定的义务，向遇险的外层空间人员提供必要的援助。
- 按照《关于登记射入外层空间物体的公约》的要求，明确外层空间物体登记的责任。
- 呼吁承诺公开分享有关缔约方之活动以及相关的科学数据，与此同时，缔约方间同意相互协作，为任何专利或出口控制的信息提供适当的保护；这一规定不适用于民营范围的业务，除非是代表签署国进行的。
- 协定包括一项外层空间遗产的保护协议，任何具有历史意义的人类或人造机器人在外层空间天体上的着陆点、人工制品、航天器和其他活动证据应予以保护，并为制定这方面的做法和规则的多国努力做出贡献。
- 缔约方认为外层空间资源的开采和利用应以符合《外层空间条约》的方式进行，并支持安全和可持续的未来开发活动。缔约方申明，此协定将不会违反《外层空间条约》所禁止的“对地球之外天体的占用或主权声索”。缔约方将促进多边努力，以进一步制定关于这一主题的国际做法和规则。
- 缔约方承诺遵守《外层空间条约》中关于禁止进行有害性干预其他国家活动之规定，并提供任何外层空间活动的地点与地质信息。缔约方将促进多边努力，进一步制定国际惯例、标准及规则，以确保这一点。为实现这一目标，本协定规定“安全区（Saftey Zone）”这一概念，在安全区内，可因为缔约方的活动或特殊事件造成合理的有害性干预。这些安全区的大小和范围将基于所涉及活动的性质和环境而设定，并以合理的方式利用公认的科学和工程原则来确定。缔约方承诺在其所设的安全区内尊重其他国家或个人自由进入天体所有区域的原则和《外层空间条约》的有关其他规定。
- 缔约方承诺减少空间碎片，并限制在正常运行、运行或飞行任务后阶段的碎裂和事故中产生新的有害空间碎片。

## 缔约國
| 缔约國       | 时间           | 备注                 |
| ------------ | -------------- | -------------------- |
|              | 2020年10月13日 | 初始缔约國           |
| 加拿大       | 2020年10月13日 | 初始缔约國           |
| 義大利       | 2020年10月13日 | 初始缔约國           |
| 日本         | 2020年10月13日 | 初始缔约國           |
| 盧森堡       | 2020年10月13日 | 初始缔约國           |
| 阿联酋       | 2020年10月13日 | 初始缔约國           |
| 英國         | 2020年10月13日 | 初始缔约國           |
| 美国         | 2020年10月13日 | 初始缔约國           |
| 乌克兰       | 2020年11月12日 |                      |
|              | 2021年5月24日  |                      |
| 新西兰       | 2021年5月31日  |                      |
| 巴西         | 2021年6月15日  |                      |
| 波蘭         | 2021年10月26日 |                      |
| 墨西哥       | 2021年12月9日  |                      |
| 以色列       | 2022年1月26日  |                      |
| 羅馬尼亞     | 2022年3月1日   |                      |
| 巴林         | 2022年3月2日   |                      |
| 新加坡       | 2022年3月28日  |                      |
| 哥伦比亚     | 2022年5月10日  |                      |
| 法國         | 2022年6月7日   |                      |
| 沙烏地阿拉伯 | 2022年7月14日  |                      |
| 奈及利亞     | 2022年12月13日 |                      |
| 卢旺达       | 2022年12月13日 |                      |
| 捷克         | 2023年5月3日   |                      |
| 西班牙       | 2023年5月30日  |                      |
|              | 2023年6月21日  |                      |
| 印度         | 2023年6月22日  |                      |
| 阿根廷       | 2023年7月27日  |                      |
| 德国         | 2023年9月14日  |                      |
| 冰島         | 2023年10月10日 |                      |
| 荷蘭         | 2023年11月1日  |                      |
| 保加利亚     | 2023年11月9日  |                      |
| 安哥拉       | 2023年11月30日 |                      |
| 比利时       | 2024年1月23日  |                      |
| 希腊         | 2024年2月9日   |                      |
| 乌拉圭       | 2024年2月15日  |                      |
| 瑞士         | 2024年4月15日  |                      |
| 瑞典         | 2024年4月16日  |                      |
| 斯洛維尼亞   | 2024年4月19日  |                      |
| 立陶宛       | 2024年5月15日  |                      |
| 秘魯         | 2024年5月30日  |                      |
| 斯洛伐克     | 2024年5月30日  |                      |
| 亞美尼亞     | 2024年6月12日  |                      |
|              | 2024年10月4日  |                      |
| 爱沙尼亚     | 2024年10月13日 |                      |
| 賽普勒斯     | 2024年10月23日 |                      |
| 智利         | 2024年10月25日 |                      |
| 丹麦         | 2024年11月13日 |                      |
| 巴拿马       | 2024年12月11日 |                      |
| 奥地利       | 2024年12月11日 |                      |
| 泰國         | 2024年12月16日 | 國際月球科研站成員國 |
| 列支敦斯登   | 2024年12月20日 |                      |
| 芬兰         | 2024年1月21日  |                      |
|              | 2025年4月8日   |                      |
| 挪威         | 2025年5月15日  |                      |
| 塞内加尔     | 2025年7月24日  | 國際月球科研站成員國 |

## 相关评论与事件
俄罗斯谴责《阿耳忒弥斯协定》，认为该协定企图公然制定有利于美国的国际空间法。两名俄罗斯研究人员在《科学》杂志的《政策论坛》上撰文，呼吁各国说出自己的反对意见，美国应该通过联合国条约程序，就太空开采进行谈判。他们担心，美国国家航空航天局的双边协议如果被许多国家接受，将使《协定》对《外层空间条约》的解释占据主导权；使美国，作为现今大多数商业航天公司的注册国，成为月球和太阳系其他天体的事实上的“守门人”。而美国已将接受《阿耳忒弥斯协定》作为参加美国航天局阿耳忒弥斯计划的先决条件。
来自内布拉斯加大学林肯分校的Frans von der Dunk称 “《外层空间条约》禁止各国对另一个行星体提出要求，但美国的政策是，各国和公司可以拥有它们从其他世界提取的材料” ，而阿耳忒弥斯协定在一定程度上加强了美国对《外层空间条约》的解释。这种解释承认 "个别国家允许私营部门从事 "商业活动的 "基本权利"。被削弱的另一种解释是，"单方面批准商业开发不符合《外层空间条约》，只有国际制度，特别是可能包括国际许可证制度，才能使这种商业开发合法化"。
美国国家航空航天局（NASA）局长吉姆·布里登斯廷批评中国长征五号B残骸的处置方式有悖于NASA正寻求的太空活动行为规范《阿尔忒弥斯协定》中的一系列原则。比爾·納爾遜提出批評與危害，认为没有尽力降低风险，并指责没有公开透明，建議應達到《阿尔忒弥斯协定》的標準。而长征六号A的設計也被批評有問題，数次发生残骸钝化后仍发生解体，製造出大量太空垃圾碎片云的事件。

## 參见
- 空间法
- 月球协定
- 外层空间条约
- 月球殖民
- 火星殖民
- 阿耳忒弥斯计划
- 国际月球科研站

## 外部連結
- The Artemis Accords （页面存档备份，存于） at NASA